# Типи усного перекладу
Усний переклад — важлива складова частина комунікації між людьми з різних культур та мов. У світі існують різні типи усного перекладу, які використовуються залежно від мети та умов комунікації.

## Типи

### Конференція
Усний переклад відбувається на конференції або зустрічах, може бути синхронним або послідовним. Після появи багатомовних зустрічей, протягом останніх двадцяти років спостерігається зменшення використання послідовного перекладу.
Усний переклад поділяється на два типи ринку: інституціональна та приватна. Міжнародні інституції (ЄС, ООН, ЄПВ тощо), що організовують багатомовні зустрічі, часто вважають за краще перекладати з декількох іноземних мов на рідну мову перекладача. Місцеві приватні ринки віддають перевагу організації двомовних зустрічей (місцевою мовою та іншою), а перекладачі перекладають на рідну мову, так і навпаки. Ці ринки не взаємовиключні. Міжнародна асоціація усного перекладу є єдиною всесвітньою асоціацією усних перекладачів. Заснована в 1953 році, до її складу входять понад 2800 професійних перекладачів для проведення конференцій, у більше ніж 90 країнах світу.

### Юридичний переклад (судовий)
Юридичний або судовий переклад відбувається в адміністративних судах або трибуналах та скрізь, де проводиться судове провадження (поліцейський відділок для допиту, або для прийняття присяги). Юридичний переклад може бути у формі послідовного перекладу (перекладу свідчень свідків) або одночасно для одного чи кількох присутніх, використовуючи електронне обладнання (переклад всього процесу). Команди з двох або більше перекладачів, один активно перекладає, а інший слухає для більшої точності. Право на грамотного (кваліфікованого) перекладача має кожен, хто не розуміє мову суду (особливо для обвинуваченого у кримінальному процесі), вважається основним правилом судочинства. Крім того, судові перекладачі повинні вільно володіти як вихідною, так і цільовою мовами, а також відмінно знати права та судові процедури. Таким чином, це право часто задекламовано в національних конституціях, декларація прав, основних законах, які визначають систему правосуддя або прецедентами вищих судів. Проте, це не конституційно обов'язкова процедура (в Сполучених Штатах), що сертифікований перекладач має бути присутнім на допиті в поліції. Це особливо спірне питання, в тих випадках, коли нелегальні іммігранти, які не мають знань англійської мови, обвинувачені у вчиненні злочинів. Залежно від правил та стандартів, пов'язаних із країною та місцем, судові перекладачі зазвичай працюють самостійно, виконуючи послідовний переклад або як команда, коли потрібен синхронний переклад. Крім того, судові перекладачі повинні вільно володіти як вихідною, так і цільовою мовами, а також добре володіти правами та судовими процедурами. Також є вимога при роботі в суді, мати державний сертифікат, що дає право на професійну діяльність присяжного перекладача. У багатьох юрисдикціях переклад розглядається, як невіддільна частина доказів. Некомпетентний переклад, або просто відмова від перекладача, може призвести до судової помилки.

### Медичні переклади
Вони є частиною перекладів публічних послуг та стосуються зв'язку між медичним керівником та пацієнтом або сім'єю пацієнта, полегшуючи використання медичних послуг. У деяких ситуаціях медичних працівників, які володіють багатьма мовами можуть працювати неповний робочий день, як члени внутрішніх мовних спільнот. Залежно від конкретних вимог — країни або області. Перекладач повинен мати великі знання про медицину, загальні правила, а також повсякденне функціонування лікарні. Медичні перекладачі мають контакти з різними культурами, тому вони часто працюють як перекладачі для спілкування (незалежно від мови)у ситуаціях, коли пацієнти не знають лікарню або не відчувають себе комфортно. Наприклад, в Китаї медичні перекладачі можуть і не мати сертифікат, як в 2012 р. У Китаї більшість перекладів в лікарнях здійснюються лікарями, які володіють китайською та англійською мовами (в основному) в його / її спеціальності. Вони використовують переклад більше в академічних умовах, ніж для зв'язку між лікарями і пацієнтами. Коли пацієнт потребує обслуговування англійської мови в китайській лікарні, найчастіше пацієнт буде направлений до співробітника в лікарні, який визнається його / її колегами, що добре володіє англійською мовою. Більшість перекладачів були навчені по Перекладацькій навчальній програмі (ІТП). ІТП тривалість змінюється, два або чотири роки для отримання ступеня або сертифікат. Магістерські програми також доступні.

### Жестова мова
Сурдоперекладач жестової мови повинен точно передавати повідомлення між двома різними мовами. Перекладач є для обох глухих і чуючих осіб. Сурдопереклад також відбувається у зворотному напрямку: коли глуха людина подає знаки, перекладач надає сенс знакам на усну мову для слухаючої сторони, яка іноді приписується до голосом усного перекладу або висловлювання. Може бути виконано як одночасний, або послідовний переклад. Кваліфіковані перекладачі жестової мови розміщують себе в кімнаті або просторі, що дозволяє їм бути побаченим глухим учасникам і чітко чути на слух учасників, а також бути в змозі почути та/або бачити спікера або оратора. Перекладач може відтворювати переклад з однієї мови на іншу, будь то англійська — англ. жестова мова, з англійської на американську жестову мову, іспанська-англійська на американську мову глухонімих і так далі. Перекладачами можуть працювати глухі люди, також. Глухий об'єднується зі слухаючою колегою і надає переклад для глухих осіб, які не знають однакову жестову мову, якою спілкуються і цій країні, які мають мінімальний мовні навички, розумово неповносправних або мають інші психічні та/або фізичної обмежені можливості, які роблять спілкування справжнім випробуванням. Вони також передають інформацію від одного середовища мови на іншу, наприклад, коли людина показує візуально, глухий перекладач може бути найнятий, щоб скопіювати ці ознаки в глуху сліпу сторону людини і додати візуальну інформацію.

### Медіа, ЗМІ
За своєю природою переклад засобів масової інформації повинна проводитися синхронно. Це передбачено, зокрема, для трансляцій телевізійних програм, таких як пресконференції, прямі ефіри або інтерв'ю з політичними діячами, музикантами, художниками, спортсменами чи людьми з ділового кола. При цьому виді перекладу, перекладач повинен сидіти у звуконепроникній кімнаті, де в ідеалі він / вона може бачити спікера на моніторі. Перед початком запису необхідно перевірити все обладнання. Зокрема, супутникові з'єднання повинні бути двічі перевірені, щоб гарантувати, що голос перекладача не відправляється назад, і перекладач отримує тільки один канал вчасно. У разі інтерв'ю, записаних за межами студії і деякі поточні програми, перекладач перекладає те, що він або вона чує на екрані телевізора. Фоновий шум може стати серйозною проблемою. Перекладач працюючи для ЗМІ має звучати так гладко і впевнено, як телеведучий. ЗМІ переклад набув більшого значення і важливості, особливо після війни в Перській затоці. Провідні канали країни почали наймати персонал синхроністів. Перекладач працює на пресконференції, інтерв'ю та аналогічні прямі ефірі для глядачів. Це більш напружений, ніж інші типи перекладу, оскільки перекладач має справу з широким спектром технічних проблем, пов'язаних з клопотами диспетчерських і сперечаннями під час прямої трансляції.

### Телефонний переклад
Так званий «переклад по телефону», «телефонний переклад» і «телеінтерпретація». Телефонний переклад дає змогу перекладати по телефону. Перекладач додається до конференц-дзвінка. Усний переклад може використовуватися замість перекладу на місці, якщо тій місцевості, де потрібні послуги, немає доступних перекладачів. Однак він частіше використовується для ситуацій, коли всі сторони, які бажають спілкуватися, вже розмовляють один з одним по телефону (наприклад, телефонні заявки на страхування або кредитні карти або телефонні запити від споживачів до підприємств).